# Päggonätto naturreservat
Päggonätto naturreservat är ett naturreservat i Torsby kommun i Värmlands län.
Området är naturskyddat sedan 2019 och är 620 hektar stort. Reservatet ligger i nordligaste Värmland på gränsen till Norge och består av myrar och naturskog av granskog och björk.